# Nyamwezi
Nyamwezi ili Wanyamwezi su druga po veličini od preko 120 etničkih skupina u Tanzaniji. Oni žive u sjeverozapadnom središnjem dijelu zemlje, između jezera Victoria i Rukwa . Izraz Nyamwezi potječe iz svahilija i znači "Mjesečev narod". Ime su im dali obalni narodi što ukazuje da su Nyamwezi došli sa zapada (gdje se prvi put vidi mladi mjesec). Nyamwezi imaju bliske kulturne veze s narodom Sukuma, njihova domovina se zove Unyamwezi, i oni govore Nyamwezi jezikom (isto tako poznat kao Kinyamwezi), iako također znaju govoriti svahilijem i/ili engleskim.

## Povijest
Prema usmenoj predaji, Nyamwezi su se naselili u zapadnoj i središnjoj Tanzaniji (njihovom današnjem staništu) negdje u 17. stoljeću. Najstariji dokazi dolaze od Galahanse, i potvrđuju njihovo prisustvo u tom dobu. Nekoć su bili ribari i nomadski zemljoradnici zbog slabe kvalitete tla. Njihova putovanja su ih učinila profesionalnim trgovcima, pa su do godine 1800. vodili karavane prema obali kako bi trgovali bakrom, voskom, solju, slonovačom i robovima iz Katange. Arapski i indijski trgovci robljem i slonovačom su došli u područje Nyamwezija oko 1825. godine. Nyamwezi su u to doba počeli nabavljati vatreno oružje i stvarati redovne vojske, a u 19. stoljeću se bilježe unutarplemenski ratovi i sukobi s Arapima na obali.
Od 1860. do 1884. Nyamwezijima je vladao vojni poglavica i Mtemi (kralj) po imenu Mirambo. On je na neko vrijeme blokirao arapske trgovačke rute, ali mu se carstvo raspalo nakon smrti 1884. godine.
Njemački kolonisti su vladali Tanzanijom od kasnog 19. stoljeća, nazivajući je Njemačkom Istočnom Afrika. Britanija je preuzela vlast nakon Prvog svjetskog rata i poduzela kampanju prisilnog preseljavanja Afrikanaca kako bi načinila mjesto za bijele farmere.

## Demografija
S uspostavljanjem Njemačke Istočne Afrike u 19. stoljeću,  moravski misionari su stigli na jezero Malavi u Tanganjiki. Danas Moravska crkva zapadne Tanzanije (MCWT) ima oko 80.000 Nyawezi vjernika i mnogi šire njen nauk među narodom Sukuma.
Godine 1989. bilo je oko 1,5 milijuna Nyamwezija. Oko 926.000 Nyamwezija govore Bantu jezik koji se klasificira kao Sukuma-Nyamwezi Grupa Bantu. Uglavnom su farmeri i uzgajivači krava.

## Vanjske poveznice
- Sukuma/ Nyamwezi Language Page  Arhivirana inačica izvorne stranice od 26. ožujka 2005. (Wayback Machine), Afrički studijski centar na Michigan State University
- Smithsonian Global Sound  Arhivirana inačica izvorne stranice od 27. svibnja 2005. (Wayback Machine), Čestitke i pjevanje pjesme za ravnatelje Nyamwezi naroda iz distrikta Tabora, Tanzanija